# (72597) 2001 FW10
(72597) 2001 FW10 – planetoida z pasa głównego asteroid okrążająca Słońce w ciągu 5,67 lat w średniej odległości 3,18 j.a. Odkryta 19 marca 2001 roku.